# Astral Media
Pour les articles homonymes, voir Astral.
Astral Media inc (Astral) était une société canadienne de médias fondée en 1961 à Montréal et acquise par Bell Canada Entreprises (BCE) en 2013. Elle était un acteur majeur dans la télévision payante et spécialisée au Canada, incluant The Movie Network, Super Écran, Family, TÉLÉTOON, Canal D, Canal Vie, VRAK.TV, Séries+, Ztélé, et plusieurs autres. L’entreprise était également le plus important radiodiffuseur au pays avec 84 stations de radio dans huit provinces au moment de sa vente à BCE et l'un des principaux joueurs en affichage extérieur grâce à sa division Astral Affichage avec environ 9 500 faces.
Le 27 juin 2013, elle a été vendue à Bell Canada. La transaction est complétée le 5 juillet 2013, mettant quelques chaînes spécialisées francophones et stations de radio en vente.

## Historique

### Fondation comme entreprise de photographie (1961)
Fondée en 1961 par les frères Harold, Harvey, Sidney et Ian Greenberg, Astral fait ses débuts sous le nom de Angreen Photo inc. dans le domaine de la photo. C’est en 1967 que l’entreprise obtient son premier contrat d’envergure, soit l’obtention des droits exclusifs de la vente de produits photos et de diapositives sur le site de l’Exposition universelle de Montréal, en 1967.

### Diversification (années 1970 et 1980)
Au cours des années 1970 et 1980, Astral acquiert différentes entreprises et étend ses activités d’affaires au service technique cinématographique, à la distribution de films et d’émissions télé, ainsi qu’à la reproduction de cassettes-vidéo. L’entreprise lance au cours des années 1980 certaines chaînes de télévision parmi les plus populaires au pays, telle que les services payants First Choice et Premier Choix (aujourd’hui The Movie Network et Super Écran) et les chaînes jeunesse Family et Canal Famille (aujourd’hui VRAK).

### Repositionnement comme entreprise de médias (années 1990)
Au milieu des années 1990, Astral devient une entreprise entièrement axée sur les médias. À cette fin, elle se départ de tous ses actifs qui ne relèvent pas de ce domaine – photo, reproduction et distribution de vidéocassettes, services techniques, etc.
L’entreprise devient active dans l’industrie de la radio et de l’affichage extérieur.

#### Acquisition de Radiomutuel (1997–1999)

Astral rachète l'intégralité du réseau Radiomutuel en 1999

En mai 1997, Astral Communications acquiert 25% des parts du réseau Radiomutuel pour 17,4 millions de dollars. Quelques mois plus tard, en octobre, Astral Communications annonce un projet de rachat des 39,7% de Premier Choix (opérateur de Super Écran, Canal Famille et Canal D) qu'elle ne détenait pas encore. Une entente est conclue en ce sens avec les actionnaires minoritaires (dont la CDPQ) en décembre 1997.
Astral échoue par contre à racheter le réseau TQS qui va à un consortium mené par Quebecor qui avait fait une offre supérieure de 10 millions de dollars à celle d'Astral.
Le 8 juin 1999, Astral annonce l’acquisition des 75,6% qu'elle ne détenait pas dans Radiomutuel,, ajoutant ainsi plusieurs stations de radio FM et AM, 50% de Radiomédia et plusieurs chaînes spécialisée (MusiquePlus, MusiMax, Canal Vie et Canal Z).

### Poursuite de la croissance externe (années 2000)

#### Acquisition de Télémédia et contestation par le Bureau de la concurrence (2001–2002)
En mai 2001 Astral annonce acheter 19 stations de radio à Télémédia (notamment les stations du réseau Rock Détente) pour 225 millions de dollars et les parts restantes du réseau Radiomédia.
La transaction est bloquée par le Bureau de la concurrence début 2002 : celui-ci approuve la vente de 8 stations au Nouveau-Brunswick et en Nouvelle-Écosse mais rejette le transfert de 8 radios francophones au Québec et des 50 % du réseau Radiomédia à Astral en souligant qu'Astral Média obtiendrait ainsi un « contrôle considérable » des marchés radiophoniques de Montréal et Québec. Malgré la position du Bureau de la concurrence, le CRTC approuve la transaction sous certaines conditions (notamment la vente de la station CFOM-FM à Lévis) en avril 2002.
Une bataille juridique s'engage en Cour fédérale entre le Bureau de la concurrence et Astral au sujet de la compétence du Bureau dans la transaction (Astral argue dans sa plaidoirie que la compétence d'évaluer la transaction revient uniquement au CRTC). Astral Média négocie à l'été 2002 une entente avec le Bureau de la concurrence qui prévoit la levée du blocage de la transaction en échange de la vente des stations AM du réseau Radiomédia (notamment de CKAC). TVA et Radio-Nord déclarent alors être intéressés par le rachat de Radiomédia.
Le rachat de Télémédia est complété en octobre 2002.

#### Difficile vente du réseauRadiomédia(2002–2005)
Par contre le rachat de Radiomédia par TVA et RNC, contesté notamment par les employés de CKAC qui souhaitaient rester au sein du groupe Astral, est rejeté par le CRTC le 2 juillet 2003.
L'éditeur Gaëtan Morin et le directeur de CKAC Sylvain Chamberland déposent une offre de 12 millions de dollars pour racheter Radiomédia à Astral en septembre 2003 mais Gaëtan Morin se retire en février 2004 avant que le CRTC puisse l'étudier. Astral doit recommencer ses démarches une troisième fois pour trouver un acheteur pour Radiomédia.
Finalement le groupe Corus acquiert Radiomédia et ses 7 stations AM en plus de CFOM-FM à Lévis le 21 janvier 2005 en échange de cinq stations FM (deux à Rimouski et une chacune à Amqui, Drummondville et Saint-Jean d'Iberville) destinées à être intégrées aux réseaux détenus par Astral (Énergie, Rock Détente ou Boom). C'est l'épilogue de tractations débutées en mai 2001.

#### Achat de Standard Broadcasting (2007)
En 2007, Astral devient le plus important radiodiffuseur au Canada, à la suite de l’achat de la quasi-totalité des actifs de Standard Radio Standard Broadcasting.
En 2010, l’entreprise adopte une nouvelle image de marque. Les activités de l’entreprise sont dorénavant exploitées sous le nom d’Astral, mais la dénomination sociale demeure Astral Media Inc.

### Vente à Bell Canada (2012)
Le 16 mars 2012, Astral a annoncé la vente de l’entreprise à BCE, une transaction d’environ 3,38 milliards $. L’entente a été approuvée par les actionnaires d’Astral le 24 mai 2012, mais a été refusée par le CRTC le 18 octobre 2012. Bell a déposé un mois plus tard une nouvelle demande, révisée au CRTC qui a donné son feu vert à la transaction le 27 juin 2013 avec un certain nombre de restrictions.
Les dispositions de la demande déposée au CRTC suivant le refus de l’organisme réglementaire en octobre incluent qu’Astral se départira des chaînes Télétoon et Télétoon Rétro dans les deux langues, Cartoon Network, Historia et Séries+, ainsi que les stations de radio d'Ottawa CKQB-FM et CJOT-FM, vendues à Corus pour 400 millions de dollars (transaction conditionnelle aux approbations réglementaires).
Astral se départira aussi des chaînes Family, Disney XD, Disney Junior dans les deux langues, MusiquePlus et Musimax, et les stations de radio CHHR-FM, CKZZ-FM et CISL-AM (Vancouver), CFQX-FM (Winnipeg) et CHBM-FM (Toronto) par l'entremise d'un processus d'enchères. Bell se départirait des stations de radio CKCE-FM (Calgary), CHIQ-FM (Winnipeg) et CFXJ-FM (Toronto) par le même processus.
Le 27 juin 2013, le CRTC a approuvé la demande, avec un certain nombre de restrictions.

### Identité visuelle (logotype)

Logo d'Astral de 1973 à février 2000.
Logo d'Astral Media de février 2000 à mai 2010.
Logo d'Astral à partir de mai 2010.

## Activité
L'entreprise était aussi active au Canada anglais, où elle était propriétaire de stations de radio (dans les provinces de l'Atlantique), de réseaux de télévision spécialisées, de services de télévision payante et du plus important service de télévision à la carte. Astral est aussi présente dans le domaine de l'affichage extérieur (panneaux publicitaires).

### Télévision
Astral détenait au moment de son acquisition par Bell 25 services de télévision payante ou spécialisée en français et en anglais, ce qui fait d’elle l’un des plus grands diffuseurs de télévision au Canada.
- Canal D
- Canal Vie
- Cinépop
- Disney Junior (anglais) et Disney Junior (français)
- Disney XD Canada
- Family (anglais)
- Historia
- Mpix (anglais)
- MusiquePlus
- MusiMax
- Séries+
- Super Écran
- The Movie Network (anglais)
- Viewers Choice (anglais)
- VRAK.TV
- HBO Canada (anglais)
- Ztélé
- TÉLÉTOON Canada (50 % avec Corus Entertainment)
  - TÉLÉTOON (français) et TELETOON (anglais)
  - Télétoon Rétro (français) et Teletoon Retro (anglais)
  - Cartoon Network (Canada)

### Radio
Astral Radio  exploitait également 84 stations de radio, réparties dans 45 marchés au Canada.

#### Colombie-Britannique
- Dawson Creek - CJDC 890
- Fort Nelson - 102.3 The Bear
- Fort St. John - 98.5 Sun FM, 101.5 The Bear
- Golden - EX Rock 106.3
- Kelowna - Sun FM 99.9, EZ Rock 101.5, AM1150
- Kitimat - EX Rock 97.7
- Nelson - EZ Rock
- Osoyoos - EZ Rock 1240
- Penticton - Sun FM 97.1, EZ Rock 800
- Prince Rupert - EZ Rock 99.1
- Princeton - EZ Rock 1400
- Revelstoke - EZ Rock 106.1
- Salmon Arm - EZ Rock 91.5
- Summerland - EZ Rock 98.5
- Terrace - CJFW FM, EZ Rock 590
- Trail - EZ Rock
- Vancouver - Virgin 95.3, Shore 104.3, AM 650
- Vernon - Sun FM 105.7

#### Alberta
- Calgary - Virgin 98.5, CJAY 92, AM 1060
- Edmonton - The Bear 100.3, TEAM 1260, Virgin 104.9

#### Saskatchewan
- Régina – Big Dog 92.7

#### Manitoba
- Brandon - KX96, The Farm 101.1
- Winnipeg - Virgin 103.1, QX 104

#### Nouveau-Brunswick
- Bathurst - Max 104.9
- Fredericton - 105.3 The Fox, 106.9 Capital FM, 103.5 KHJ
- Grand-Sault - K93
- Woodstock - CJ104

#### Ontario
- Hamilton - 820 CHAM CHAM, 102.9 K-Lite, Oldies 1150
- London - Virgin 97.5, 1290 kHz, BX93, 1410 AM
- Ottawa - Boom 99.7, 106.9 The Bear
- Pembroke- Star 96
- St. Catharines - 105.7 EZ Rock, 97.7HTZ FM, 610 CKTB
- Toronto - Newstalk 1010, boom 97.3 CHBM, Virgin 99.9

#### Québec
Astral exploitait trois réseaux radiophoniques :
- NRJ, anciennement Radio Énergie, réseau radiophonique Top 40.
- Rouge FM, anciennement Rock Détente, réseau radiophonique adulte contemporain.
- Boom FM, cible la génération baby-boomer avec la musique rétro au Québec et en Ontario.

Astral exploitait les stations suivantes :
- Amqui – 99.9 Rouge FM CFVM-FM
- Drummondville – NRJ 92.1 CJDM-FM, 105.3 Rouge FM CHRD-FM
- Montréal – NRJ 94.3 CKMF-FM, 107.3 Rouge FM CITE-FM, CHOM 97.7, CJAD 800 AM, Virgin 96 CJFM-FM
- Outaouais – NRJ 104.3 CKTF-FM, 94.9 Rouge FM CIMF-FM
- Québec – NRJ 98.9 CHIK-FM, 107.5 Rouge FM CITF-FM
- Rimouski – NRJ 98.7 CIKI-FM, 102.9 Rouge FM CJOI-FM
- Rouyn-Noranda – NRJ 99.1 CJMM-FM
- Saguenay – NRJ 94.5 CJAB-FM, 96.9 Rouge FM CFIX-FM
- Saint-Hyacinthe – 106.5 boom fm CFEI-FM
- Saint-Jean-sur-Richelieu – 104.1 boom fm CFZZ-FM
- Sherbrooke – NRJ 106.1 CIMO-FM, 102.7 Rouge FM CITE-FM
- Trois-Rivières – NRJ 102.3 CIGB-FM, 94.7 Rouge FM CHEY-FM
- Val-d’Or – NRJ 102.7 CJMV-FM

#### Nouvelle-Écosse
- Truro - 100.9 Big Dog, 99.5 FM

### Affichage
Astral Affichage comptait plus de 9 500 faces publicitaires  situées au Québec, en Ontario et en Colombie-Britannique. Elle offrait des produits dans les secteurs de l’affichage extérieur traditionnel, du mobilier urbain, du transport et de l’affichage numérique.